# Immetalia saturata
Immetalia saturata är en fjärilsart som beskrevs av Walker 1864. Immetalia saturata ingår i släktet Immetalia och familjen nattflyn. Inga underarter finns listade i Catalogue of Life.